# Slavoj Žižek
Slavoj Žižek, slovenski filozof, kulturni kritik in psihoanalitik * 21. marec 1949, Ljubljana.
Bil je profesor na evropski podiplomski šoli, mednarodni direktor Birkbeck Inštituta za humanistične študije in višji raziskovalec na Inštitutu za sociologijo Univerze v Ljubljani, Slovenija.
Žižek je doktoriral iz filozofije. Bil je imenovan "Elvis filozofije" in "akademska rock zvezda." V mladih letih so ga zanimala dela Georga Wilhelma Friedricha Hegla, Karla Marxa in Friedricha Wilhelma Josepha Schellinga. 
Leta 1971 je na ljubljanski Filozofski fakulteti diplomiral iz filozofije in sociologije, na isti ustanovi pa še magistriral in doktoriral (1981). Drugič je doktoriral na temo psihoanalize v Parizu (Universite Paris-VII). Tekoče govori slovensko, srbsko, hrvaško, angleško, francosko, nemško in ima osnovno znanje italijanščine.

## Življenjepis
Slavoj Žižek se je rodil 21. marca 1949 v Ljubljani. Njegova starša sta bila ateista. Oče, Jože Žižek, je bil ekonomist in državni uradnik iz Prekmurja, mati Vesna pa računovodkinja v državnem podjetju. Otroštvo je preživel v Portorožu, v zadnjem razredu osnovne šole pa so se Žižkovi ponovno preselili v Ljubljano. Gimnazijska leta je preživel na Gimnaziji Bežigrad. V mladosti je razmišljal, da bi postal filmski režiser, a je kot, je nekoč povedal za Daily Telegraph, videl toliko dobrih evropskih filmov, da se mu je zdelo, da jih ne bi mogel preseči, zato se je odločil, da bo postal filozof. Na Žižkovo začetno obdobje je imel velik vpliv slovenski marksist Božidar Debenjak. Debenjak je poučeval filozofijo nemškega idealizma na Filozofski fakulteti v Ljubljani in je vplival tudi na številne druge prihodnje slovenske filozofe. Ob koncu tretjega letnika je v reviji Ekran objavil svoj prvi članek - recenzijo novovalovskega filma. V poletnih mesecih pred vpisom na Filozofsko fakulteto je odkril francoske strukturaliste. Žižek je bil poročen štirikrat. Prvič z muzikološko bibliotekarko Ksenijo Požar, drugič z Renato Salecl - svetovno znano slovensko filozofinjo, tretjič z argentinsko manekenko Analio Hounie in četrtič s kulturno novinarko pri časopisu Delo in pisateljico Jelo Krečič.
Leta 1967 je v Problemih objavil prvi prevod Jacquesa Derridaja v slovenščino, pozneje pa je postal zaprisežen privrženec francoskega psihoanalitika Jacquesa Lacana.
Leta 1971 je diplomiral iz filozofije in sociologije na ljubljanski univerzi. Zaradi urednikovanja v časopisu Problem! in prijateljevanja z Ivanom Urbančičem in Tinetom Hribarjem v 70. letih obvelja za oporečnika, zaradi česar ni dobil službe na Filozofski fakulteti in je bil več let brezposeln. Preživljal se je s prevajanjem in pisanjem člankov za revije.
Leta 1972 je izdal knjižni prvenec Bolečina razlike, heideggerjansko-derridajevski poskus, za katerega je bil pozneje prepričan, da bi ga bilo treba javno sežgati. Leta 1975 je magistriral iz filozofije. Mentor mu prvo različico magistrske naloge zavrne, češ da ni dovolj marksistična, in Žižek je bil prisiljen napisati dodatek.
Vojaški rok je služil v Karlovcu; delal je v knjižnici ter vodil ure politične vzgoje za vojake. Predavanje o ideologiji kapitalizma je izkoristil za predvajanje cikla hollywoodskih filmov, od Botra do Nekateri so za vroče. Nadrejenim je uspešno prodal teorijo, po kateri idejnega sovražnika najbolje spoznaš, če si v filmih ogledaš, kaj je narobe z Ameriko.
Po koncu služenja vojaškega roka se je ponovno potegoval za službo na Filozofski fakulteti, a je ni dobil. Leta 1977 se kot strokovni sodelavec zaposlil pri Marksističnem centru CK ZKS. Skrbel je za pisanje zapisnikov, kar mu je vzelo eno uro dnevno, preostali čas je namenil študiju in ogledom filmskih matinej v kinu Komuna.
Leta 1979 mu je Ivan Urbančič ponudil službo na Inštitutu za sociologijo in filozofijo, kjer je bil Žižek več let nosilec raziskovalne naloge Vloga nezavednih fantazem v procesih oblikovanja identitete Slovencev. Leta 1980 je pri založbi Analecta izdal knjigo Hegel in označevalec, leto pozneje pa je na Filozofski fakulteti uspešno zagovarjal doktorsko disertacijo Možnosti 'materialističnega obrata' Hegla v psihoanalitični teoriji. Bil je redni pisec za revijo Mladina, revijo, ki je v tistih časih predvsem skozi oči mladih kritizirala Titov režim.
Ustanovil je Društvo za teoretsko psihoanalizo in prevzel funkcijo odgovornega urednika filozofske revije Razpol. V začetku osemdesetih let se za štiri leta preselil v Francijo, kjer je študiral pod mentorstvom Jacques-Alaina Millerja, Lacanovega zeta in intelektualnega dediča. Leta 1985 na Oddelku za psihoanalizo Universite Paris-VIII doktoriral s tezo Filozofija med simptomom in fantazmo. Leta 1988, v času afere JBTZ, je kljub starim zameram od začetka deloval v Odboru za varstvo človekovih pravic. Žižkova misel »Pazite, kaj je rekel Lenin: 'Vsak dan, ko se nič ne zgodi, je za nas izgubljen,'« je bilo eno ključnih vodil množičnega gibanja. Ko je četverica JBTZ novembra 1988 prejela poziv na prestajanje zaporne kazni, je izstopil iz ZKS.
Med 1988 in 1990 je bil aktivno vpleten v številna politična in družbena gibanja, v katerih so se borili za demokratizacijo Slovenije in tudi za obrambo človekovih pravic.
Leta 1989 se je Žižek pridruži Debatnemu klubu 89 in se prek te skupine povezal v ZSMS, kasneje LDS. Leta 1990 je kot kandidat ZSMS kandidiral za člana predsedstva Slovenije. Položaj v predsedstvu Republike Slovenije se mu je izmuznil le za las. Kljub temu, da je bil zelo aktiven pri liberalno demokratskih projektih je ostal privržen komunističnim idealom.
Kot raziskovalec je zaposlen na Filozofski fakulteti v Ljubljani, vendar je njegova funkcija na tej ustanovi bolj častna, saj nima rednih predavanj. Kot redni profesor predava na »European Graduate School for Media & Communications« (Saas Fee, New York, Dresden), kot gostujoči profesor pa obiskuje pomembne univerze vseh držav sveta. Posebno priljubljenost dosega v ZDA, na Japonskem in v Južni Ameriki.
Žižek je avtor več kot sto izvirnih in prevedenih knjig. Velik je tudi nabor tem, ki se jih loteva: od politične apatije sodobnega življenja do šale o možu, ki se boji, da ga bo pojedla kokoš; od etičnega junaštva Keanuja Reevesa v Hitrosti do tega, kako straniščne školjke razkrivajo narodovo dušo.« Bil je učenec in je interpret Jacquesa Lacana, piše pa o fundamentalizmu, ljudski toleranci, politični korektnosti, globalizaciji, subjektivizaciji, človekovih pravicah, Leninu, mitih, Alfredu Hitchcocku itd.
Po ruski invaziji na Ukrajino leta 2022, je Žižek ostro kritiziral Rusijo in pozval k povečanju pomoči Ukrajini in okrepitvi zveze NATO. Kritiziral je pacifizem zahodnega sveta, katerega mišljenje je opisal kot pretvarjanje, da je vojn konec. Opozoril je pred ruskim imperializmom in njegovim zanikanjem suverenosti Ukrajine in drugih evropskih držav. Opozoril je pred skrajno levico in desnico, ki pod krinko pacifizma zahtevajo predajo Ukrajine in s tem razkroja evropske enotnosti in spremembe svetovnega ustroja. Ostro je kritiziral levičarje, ki podpirajo Rusijo oz. zavzemajo pacifistična ali nevtralna stališča. Žižek je opozoril na dvojne standarde normalizacije ruskega sistematičnega uničevanja ukrajinske infrastrukture in paniko ter obtožbe o »eskalaciji« ob ukrajinski samoobrambi. Pozval je tudi po ponovni vzpostavitvi ukrajinskega jedrskega arzenala.

## Pomen in vplivi
Žižek je po letu 1990 dosegel izjemen prodor v mednarodni znanstveni skupnosti. Že leta 1989 je izšel njegov prvenec v angleščini The Sublime Object of Ideology, po njegovem lastnem mnenju eno najboljših del. V nadaljevanju je Žižek filozofski svet preplavil kot nevihta.
Slavoj Žižek je ateist in njegove teorije so večinoma v nasprotju z analitičnimi filozofskimi tokovi. Pogosto politično nekorekten povzroča nemir znotraj intelektualnih krogov. Prav njegov filozofski pogum je oblikoval enega največjih filozofskih imen današnjega časa. Postal je eden redkih filozofov na svetu, ki ima skorajda status rokerske zvezde. Knjige, ki jih objavlja pri najuglednejših svetovnih založbah, po vrsti postajajo akademske uspešnice.
Kot predavatelj je deloval na Oddelku za psihoanalizo, Université Paris-VIII v 1982–83 in 1985–86 na Centre for the Study of Psychoanalysis and Art, SUNY Buffalo. V letih 1991–1999 je predaval na oddelku za primerjalno književnost, Univerze v Minnesoti, na Univerzi Tulane v New Orleansu, na Fakulteti za pravo Cardozo v New Yorku, na Univerzi Columbia v New Yorku, na prestižni Univezi Princeton, na New School for Social Research v New Yorku, Univerzi Michigan in v Georgetownu University, Washington. Leta 1999 se je vrnil v Evropo. V zadnjih 20 letih je sodeloval na več kot 350 mednarodnih filozofskih simpozijih po celem svetu. Je ustanovitelj in predsednik Združenja za teoretsko psihoanalizo v Ljubljani.

## Kritika Žižka
Žižek, ki je poznan tudi kot »filozofski zabavljač«, »Borat filozofije«, prenaša svoje znanje v sfero družbe.

## Politično delovanje in zasebno življenje
Okoli leta 1980 je Žižek postal bolj znan javnosti kot kolumnist v reviji Mladina, v kateri je izrazil kritično držo proti režimu Josipa Broza - Tita, kritiziral pa je tudi številne aspekte jugoslovanske politike, kot je bila na primer militarizacija družbe. Bil je tudi član Zveze komunistov Slovenije do oktobra 1988, ko je izstopil zaradi protesta proti Ljubljanskemu procesu, znanemu tudi kot Proces proti četverici. Med letoma 1988 in 1990 se je aktivno udejstvoval v številnih političnih in socialnih gibanjih, ki so se borila za demokratizacijo Slovenije. Bil je tudi del Odbora za varstvo človekovih pravic.
Leta 1990 je kot kandidat LDS kandidiral na volitvah za člane predsedstva Socialistične republike Slovenije. S 36,6 % (431.206) glasov je mandat za malo zgrešil; kandidata, ki sta ga prehitela in se še uvrstila med pet članov predsedstva, sta prejela 38,1 % (Dušan Plut) in 38,2 % (Matjaž Kmecl) glasov.
Kljub njegovemu udejstvovanju v liberalnih projektih Žižek ostaja podpornik komunističnih idealov in je kritičen do desničarskih usmeritev kot so nacionalizem, konservatizem in liberalizem.

## Dela

#### V slovenščini:
- A. Badiou, S. Žižek (2010). Hvalnica Ljubezni (Love and Terror).
- Žižek, Slavoj (2001). Strah pred pravimi solzami: Krzysztof Kieslowski in šiv.
- Žižek, Slavoj (1998). Alain Badiou, Sveti Pavel: Utemeljitev Univerzalnosti.
- Žižek, Slavoj (1997). Argument za strpnost.
- Žižek, Slavoj (1996). Slovenska smer.
- Žižek, Slavoj (1994). Problemi: Eseji 4-5.
- Žižek, Slavoj (1993). Filozofija skoz psihoanalizo VII.
- Žižek, Slavoj (1990). Beseda, dejanje svoboda: Filozofija skozi psihoanalizo V.
- Žižek, Slavoj (1988). Pogled s strani.
- Žižek, Slavoj (1984). Birokratija in uživanje.
- Žižek, Slavoj (1982). Gospostvo, Vzgoja, Analiza: Zbornik tekstov Lacanove šole psihoanalize (urednik, prevajalec).
- Žižek, Slavoj (1980). Hegel in označevalec.
- Žižek, Slavoj (1976). Znak, označitelj, pismo.
- Žižek, Slavoj (1972). Bolečina razlike.
- Žižek, Slavoj (1972). Temna stran meseca. Ljubljana : Društvo za teoretsko psihoanalizo. (COBISS)
- Žižek, Slavoj (1980). Hegel in označevalec : poskusi "materialističnega obrata Hegla" v sodobni psihoanalitični teoriji in njihov pomen za historični materializem. Ljubljana : Univerzum. (http://cobiss5.izum.si/scripts/cobiss?ukaz=DISP&id=1959155049408764&rec=26&sid=1%5B%5D).
- Žižek, Slavoj (1980). Osnovne poteze označevalne analize socialnih fantazem. Ljubljana : RSS. (http://cobiss5.izum.si/scripts/cobiss?ukaz=DISP&id=1959155049408764&rec=44&sid=1)
- Žižek, Slavoj (1982). Zgodovina in nezavedno. Ljubljana : Cankarjeva založba. (http://cobiss5.izum.si/scripts/cobiss?ukaz=DISP&id=1959155049408764&rec=38&sid=1)
- Žižek, Slavoj (1987). Jezik, ideologija, Slovenci. Ljubljana : Delavska enotnost. (http://cobiss5.izum.si/scripts/cobiss?ukaz=DISP&id=1959155049408764&rec=30&sid=1 Arhivirano 2016-03-04 na Wayback Machine.)
- Žižek, Slavoj (1989). Druga smrt Josipa Broza Tita. Ljubljana : Državna založba Slovenije. (http://cobiss5.izum.si/scripts/cobiss?ukaz=DISP&id=1959155049408764&rec=29&sid=1)
- Žižek, Slavoj (1997). Kuga fantazem. Ljubljana : Društvo za teoretsko psihoanalizo. (http://cobiss5.izum.si/scripts/cobiss?ukaz=DISP&id=1959155049408764&rec=21&sid=1)
- Žižek, Slavoj (2000). Krhki absolut : enajst tez o krščanstvu in marksizmu danes. Ljubljana : Društvo za teoretsko psihoanalizo. (http://cobiss5.izum.si/scripts/cobiss?ukaz=DISP&id=1959155049408764&rec=24&sid=1)
- Žižek, Slavoj (2004). Paralaksa : za politični suspenz etičnega. Ljubljana : Društvo za teoretsko psihoanalizo. (http://cobiss5.izum.si/scripts/cobiss?ukaz=DISP&id=1959155049408764&rec=19&sid=1%5B%5D)
- Žižek, Slavoj (2005). Kako biti nihče. Ljubljana : Društvo za teoretsko psihoanalizo. (http://cobiss5.izum.si/scripts/cobiss?ukaz=DISP&id=1959155049408764&rec=1&sid=1)
- Žižek, Slavoj (2007). Nasilje. Ljubljana : Društvo za teoretsko psihoanalizo. (http://cobiss5.izum.si/scripts/cobiss?ukaz=DISP&id=1959155049408764&rec=34&sid=1)
- Žižek, Slavoj (2009). Kaj se zgodi, ko pade meja : film in ideologija. Gorica : Slovenski izobraževalni konzorcij. (http://cobiss5.izum.si/scripts/cobiss?ukaz=DISP&id=1959155049408764&rec=8&sid=1)
- Žižek, Slavoj (2010). Čas konca časa. Ljubljana : Javna agencija RS za podjetništvo in tuje investicije. (http://cobiss5.izum.si/scripts/cobiss?ukaz=DISP&id=1959155049408764&rec=22&sid=1%5B%5D)
- Žižek, Slavoj (2010). Najprej kot tragedija, nato kot farsa. Ljubljana : Društvo za teoretsko psihoanalizo. (http://cobiss5.izum.si/scripts/cobiss?ukaz=DISP&id=1959155049408764&rec=40&sid=1)
- Žižek, Slavoj (2010). Začeti od začetka : čitanka. Ljubljana : Cankarjeva založba. (http://cobiss5.izum.si/scripts/cobiss?ukaz=DISP&id=1959155049408764&rec=6&sid=1 Arhivirano 2016-03-04 na Wayback Machine.)
- Žižek, Slavoj (2011). Poskusiti znova - spodleteti bolje. Ljubljana : Cankarjeva založba. (http://cobiss5.izum.si/scripts/cobiss?ukaz=DISP&id=1959155049408764&rec=5&sid=1)
- Žižek, Slavoj (2012). Življenje v času konca. Ljubljana : Cankarjeva založba. (http://cobiss5.izum.si/scripts/cobiss?ukaz=DISP&id=1959155049408764&rec=7&sid=1)
- Žižek, Slavoj; Dolar, Mladen (1985). Hegel in objekt. Ljubljana : Društvo za teoretsko psihoanalizo. (http://cobiss5.izum.si/scripts/cobiss?ukaz=DISP&id=1959155049408764&rec=9&sid=1 Arhivirano 2016-03-04 na Wayback Machine.)
- Žižek, Slavoj; Dolar, Mladen (1993). Filozofija v operi. Ljubljana : LDS. (http://cobiss5.izum.si/scripts/cobiss?ukaz=DISP&id=1959155049408764&rec=3&sid=1 Arhivirano 2016-03-04 na Wayback Machine.)
- Žižek, Slavoj; Riha, Rado (1985). Problemi teorije fašizma. Ljubljana : Univerzum. (http://cobiss5.izum.si/scripts/cobiss?ukaz=DISP&id=1959155049408764&rec=2&sid=1)

- Žižek, Slavoj (1989). The Sublime Object of Ideology (v angleščini). London: Verso. (COBISS).

#### V francoščini:
- Žižek, Slavoj (1990).  Ernesto Laclau (ur.). Beyond Discourse Analysis (v New Reflections on the Revolution of Our Time) (v angleščini). London: Verso. (COBISS).

#### V angleščini:
- Žižek, Slavoj (1989). The Sublime Object od Ideology (v angleščini). London: Verso. http://www.cobiss.si/scripts/cobiss?command=DISPLAY&base=cobib&rid=465543Žižek,+Slavoj+(1991).+For+They+Know+Not+What+They+Do+(v+angleščini).+London:+Verso.+(COBISS).
- Žižek, Slavoj (1991). Looking Awry (v angleščini). Cambridge, MA: MIT Press. (COBISS).
- Žižek, Slavoj (1992). Enjoy Your Symptom! (v angleščini). London: Routledge. (COBISS).
- Žižek, Slavoj (1993). Tarrying with the Negative (v angleščini). Durham, NC: Duke University Press. (COBISS).
- Žižek, Slavoj (1993). Everything You Always Wanted to Know About Lacan...But Were Afraid to Ask Hitchcock (v angleščini). London: Verso. (COBISS).
- Žižek, Slavoj (1994). The Metastases of Enjoyment (v angleščini). London: Verso. (COBISS).
- Žižek, Slavoj (1996). The Indivisible Remainder: Essays on Schelling and Related Matters (v angleščini). London: Verso.
- Žižek, Slavoj (1997). The Abyss of Freedom (v angleščini). Michigan: University of Michigan Press. (COBISS).
- Žižek, Slavoj (1997). The Plague of Fantasies (v angleščini). London: Verso. (COBISS).
- Žižek, Slavoj (1997). Multi-culturalism, or, the Cultural Logic of Multi-national Capitalism (v angleščini). London: New Left Review, issue 225. str. 28–51.
- Žižek, Slavoj (1999). The Ticklish Subject (v angleščini). London: Verso. (COBISS).
- Žižek, Slavoj; Butler, Judith; Laclau, Ernesto (2000). Contingency, Hegemony, Universality (v angleščini). London: Verso. (COBISS).
- Žižek, Slavoj (2000). The Art of the Ridiculous Sublime: On David Lynch's Lost Highway (v angleščini). Washington: University of Washington Press.
- Žižek, Slavoj (2000). The Fragile Absolute (v angleščini). London: Verso. (COBISS).
- Žižek, Slavoj (2001). Did Somebody Say Totalitarianism? (v angleščini). London: Verso. (COBISS).
- Žižek, Slavoj (2001). The Fright of Real Tears: Kryzystof Kieślowski Between Theory and Post-Theory (v angleščini). London: BFI.
- Žižek, Slavoj (2001). On Belief (v angleščini). London: Routledge. (COBISS).
- Žižek, Slavoj (2001). Opera's Second Death (v angleščini). London: Routledge. (COBISS).
- Žižek, Slavoj (2001). Repeating Lenin (v angleščini). Zagreb: Arkzin D.O.O. str. 140. (COBISS).
- Žižek, Slavoj (2002). Welcome to the Desert of the Real (v angleščini). London: Verso. (COBISS).
- Žižek, Slavoj (2002). Revolution at the Gates: Žižek on Lenin, the 1917 Writings (v angleščini). London: Verso.
- Žižek, Slavoj (2003). Organs Without Bodies (v angleščini). London: Routledge. (COBISS).
- Žižek, Slavoj (2003). The Puppet and the Dwarf (v angleščini). Cambridge, MA: MIT Press. (COBISS).
- Žižek, Slavoj (2004). Iraq: The Borrowed Kettle (v angleščini). London: Verso. str. 188. ISBN 9781844675401.
- Žižek, Slavoj (2005). Interrogating the Real (v angleščini). Continuum Publishing. (COBISS).
- Žižek, Slavoj (2006). The Universal Exception (v angleščini). Continuum Publishing. (COBISS).
- Žižek, Slavoj (2006). Neighbors and Other Monsters (in The Neighbor: Three Inquiries in Political Theology) (v angleščini). Cambridge, MA: University of Chicago Press.
- Žižek, Slavoj (2006). The Parallax View (v angleščini). Cambridge, MA: MIT Press. (COBISS).
- Žižek, Slavoj (2007). How to Read Lacan (v angleščini). New York, NY: w.w. Norton. str. 128. (COBISS).
- Žižek, Slavoj (2008). In Defense of Lost Causes (v angleščini). London/New York: Verso Books. ISBN 978-1-84467-108-3.
- Žižek, Slavoj (2008). Violence (v angleščini). London: Profile Books. ISBN 978-1-84668-017-5.
- Žižek, Slavoj (2008). For They Know Not What They Do: Enjoyment as a Political Factor (v angleščini). str. 288. ISBN 9781844672127.
- Žižek, Slavoj (2007). The Indivisible Remainder: On Schelling and Related Matters (v angleščini). London/ New York: Verso Books. ISBN 9781844675814.
- V. I., Lenin (2011).  Slavoj Žižek (ur.). Revolution at the Gates: Zizek on Lenin: The 1917 Writings (v angleščini). London/ New York: Verso Books. str. 352. ISBN 9781844677146.
- Žižek, Slavoj (2009). First as Tragedy, Then as Farce (v angleščini). London/New York: Verso Books. ISBN 978-1-84467-428-2.
- Žižek, Slavoj (2010). Living in the End Times (v angleščini). London/New York: Verso Books. str. 432. ISBN 9781844675982.
- Žižek, Slavoj; Costas, Douzinas (2012). The Idea of Communism (v angleščini). Verso Books. ISBN 9781844674596.
- Žižek, Slavoj;  in sod. (2012). The Idea of Communism 2: The New York Conference (v angleščini). London/ New York: Verso Books. ISBN 9781844679805.
- Žižek, Slavoj (2012). Less Than Nothing. Hegel and the shadow of dialectical materialism (v angleščini). London/New York: Verso Books. str. 1056. ISBN 9781844678976.
- Žižek, Slavoj (2012). The Year of Dreaming Dangerously (v angleščini). London: Verso. str. 142. ISBN 9781781680421.
- Žižek, Slavoj (2012). Did Somebody Say Totalitarianism?: Five Interventions in the (Mis)Use of a Notion (v angleščini). Verso Books. str. 288. ISBN 9781844677139.

#### V španščini
- Žižek, Slavoj (2007) En defensa de la intolerancia Buenos Aires/Ciudad de México/Madrid[7]